# Dorylaeumi csata (1097)
A dorylaeumi csata az első keresztes hadjárat egyik első összecsapása volt a keresztes csapatok és az Ikóniumi Szeldzsuk Szultánság csapatai között. A csata döntő keresztény győzelemmel végződött, melynek következtében a keresztes seregek szinte akadálytalanul vonulhattak a térség egyik legjelentősebb erődje, Antiokheia ellen.

## Előzmények
Nikaia több mint egy hónapig tartó ostroma után a keresztes sereg (illetve egy bizánci kontingens Tatikiosz vezetésével) 1097. június 26-án tovább vonult Kis-Ázsia belső területei felé. Június 29-én kémeik révén tudomást szereztek róla, hogy Dorylaeum mellett az Ikóniumi Szultánság uralkodója, I. Kilidzs Arszlán, a danismendidák csapataival megerősítve rajtaütésre készül a keresztes csapatok ellen. A rajtaütésre készülő muszlim csapatok pontos száma nem ismert, a korabeli forrásokban Raymond d'Aguilers 150 000 főt említ, míg Foucher de Chartres 360 000 főről beszél, ezek az adatok azonban nyilvánvalóan eltúlzottak, a modern kutatások alapján 6000 –8000 főre teszik a muszlim csapatok számát.

## A csata
Június 30-án este a keresztes sereg egy része Bohemund tarantói herceg vezetésével letáborozott Dorylaeum falai alatt. Kilidzs Arszlán csapatai még aznap éjjel bekerítették Bohemund csapatait, elvágva őket a Bouillon Gottfried vezetése alatt álló csapatoktól.
A muszlimok támadása hajnalban indult meg, meglepve a kereszteseket. A szeldzsukok behatoltak a táborba, nagy mészárlást hajtva végre az ott talált gyalogos katonák és nők között. A fegyvertelenek védelmére Bohemund elrendelte a civileknek a tábor központi részébe való menekítését, míg lovagjainak parancsba adta egy védelmi vonal létrehozását. A páncélos lovagok egy gyűrűt formáltak a tábor köré, mire Kilidzs Arszlán a szeldzsuk könnyű íjászokat küldte ellenük, akik állandó nyílzáporral tartották sakkban az ellenséget. Habár a páncélos lovagoknak nem tudtak ártani, több lovat is kilőttek alóluk és a nyílzápor a táborban rekedt gyalogos katonák és civilek közt is nagy pusztítást végzett. Bohemund parancsa ellenére egy-egy lovag időnként kitört a gyűrűből és az íjászok után vetette magát, de őket mind lekaszabolták vagy visszavonulásra kényszerítették.
Délután egy mintegy 50 főből álló lovagsereg érkezett Bouillon Gottfried vezetésével Bohemund megsegítésére, de nem voltak képesek áttörni a török vonalakat és bejutni Bohemund táborába. Délután azonban egy újabb keresztes felmentő sereg érkezett IV. Rajmund toulouse-i gróf vezetésével, aki meglepetésszerű támadásával megzavarta a törökök állásait, eljutva egészen Bohemund vonaláig. A keresztesek ezt követően Bohemund csapataival együtt csatarendbe álltak, melynek balszárnyát Bohemund, Tankréd, Róbert normandiai herceg és István, Blois grófja, jobbszárnyát Gottfried és Hugó, Vermandois grófja, közepét pedig Rajmund és II. Róbert flamand gróf vezették. A keresztes sereg rohamot indított a muszlimok ellen, akik azonban keményen ellenálltak, míg este egy újabb keresztes sereg nem érkezett Monteil-i Adhemar, pápai legátus vezetésével, mely hátba támadva a muszlimokat megfutamította őket. Kilidzs Arszlán teljes tábora a keresztesek kezére került.

## Következmények
A győzelem lehetővé tette a keresztesek számára, hogy jelentősebb ellenállás nélkül folytassák útjukat Kis-Ázsián keresztül, míg öt hónap múlva el nem érkeztek Antiokheia falai alá.
A keresztes győzelem Bizánc számára is előnyökkel járt, I. Alexiosz bizánci császár 1097 – 1099 között jóformán harc nélkül visszafoglalta és birodalmához csatolta Hiószt, Rodoszt, Szmürnát, Epheszoszt, Szardeiszt és Philadelphiát.